# La Grande Nuit
Pour le film de Campbell Scott et Stanley Tucci (1996) parfois titré La Grande Nuit, voir À table.
Pour plus de détails, voir Fiche technique et Distribution.
La Grande Nuit (The Big Night), est un film américain réalisé par Joseph Losey, sorti en 1951.

## Synopsis
Adolescent calme et sans histoire, George La Main assiste un soir à une punition terrible qu'inflige Al Judge, personnage haut placé dans la presse, à son père, Andy La Main, qui semble consentant. George s'empare d'une arme et erre à travers la ville pour retrouver le tortionnaire. Au cours de cette traque et de cette longue nuit, il va découvrir peu à peu certaines vérités, perdre ses illusions et laisser derrière lui son adolescence.

## Fiche technique
- Titre : La Grande Nuit
- Titre original : The Big Night
- Réalisation : Joseph Losey
- Scénario : Joseph Losey, Hugo Butler, d'après le roman La Peur au ventre (Dreadful Summit) de Stanley Ellin
- Chef-opérateur : Hal Mohr
- Musique : Lyn Murray
- Montage : Edward Mann
- Décors : Edward G. Boyle
- Genre : Film dramatique
- Durée : 75 minutes
- Date de sortie :
  - États-Unis : 13 novembre 1951

## Distribution
- John Drew Barrymore : George La Main
- Preston Foster : Andy La Main
- Joan Lorring : Marion Rostina
- Howard St. John : Al Judge
- Dorothy Comingore : Julie Rostina
- Philip Bourneuf : Dr. James Cooper
- Howland Chamberlain : Flanagan
- Myron Healy : Kennealy
- Emile Meyer : Peckinpaugh
- Maury Lynn : Terry Angeleus
- Charles Wagenheim : un ivrogne

### Revue de presse
- Alain Taleu, « La Grande nuit », Téléciné no 126, Paris, Fédération des Loisirs et Culture Cinématographique (FLECC), décembre 1965, p. 35,  (ISSN 0049-3287)